# Kun Pál (tanár, 1842–1891)
Szentpéteri ifjabb Kun Pál (Pest, 1842. február 8. – Sárospatak, 1891. április 18.) református kollégiumi tanár.

## Élete
Kun Pál táblai ügyvéd és Papp Mária fia. 1851-ben az evangélikus gimnáziumba került és itt tanult négy évig; innét a kegyesrendiek keze alá jutott és itt végezte a felsőbb osztályokat. 1860-ban a teológiai akadémiára iratkozott be és Ballagi Mór, Farkas József, Molnár Aladár sat. tanárok vezetése mellett a négyéves tanfolyamot szép sikerrel végezte el 1864-ben. De nem elégedett meg csupán a teológiai akadémián szerezhető bölcseleti és teológiai ismeretekkel, hanem az összehasonlító nyelvészet iránti vonzalomból az egyetemre is bejárt és Budenznek és Vámbérynek kedvelt tanítványává küzdötte föl magát; egyszersmind a francia és angol nyelveket is tanulta. Ugyanez időtájban a Szőnyi-féle intézetben a görög és latin nyelvet tanította. 1867-ben a sárospataki főiskolához hívták meg, ahol a német nyelvet a felsőbb osztályokban kötelezőleg, a franciát pedig az önként vállalkozóknak tanította. Új módszerével a tanításban, irodalmi nagy tájékozottságával és az idegen nyelvek iránt igazolt nagy fogékonyságával feltűnést keltett. 1872-ben (Soltész Ferenc nyugalomba vonulásakor) maga ajánlkozott a bölcseleti előtan (logika, pszichológia) tanítására.
1869. november 8-án, 27 évesen vette nőül nemes Mudrony Ágnest, aki a nemes Mudrony család leszármazottja volt, Soma és Pál testvére. A párnak öt gyermeke született: Ágnes, Artúr, Zulyka Katalin, Etelka, és egy keresztelés előtt meghalt fiú gyermek.
Nyugtalan természete kereste a változatosságot és így nyereségnek tartotta önmagára nézve, ha az akadémiában a francia, majd az angol, sőt a török nyelvet és irodalmat is taníthatta, vagy egy-egy nagy külföldi írót bemutathatott. A főváros szülöttje és neveltje lévén, nehezen tudott beletörődni a kisvárosi életbe, melytől örömest szabadult volna. Mint a függetlenségi pártnak egyik erős híve, 1879-ben képviselőjelöltül lépett fel a nagyvázsonyi kerületben, az Országházba azonban nem juthatott. 1888-ban örömest vállalkozott az akadémián a művelődéstörténelem kisegítő előadására és mikor az 1889. évi sátoraljaújhelyi kerületi gyűlésen a tanári kar ajánlatára a bölcseleti tantárgyak rendes tanárául az akadémiához megválasztatott, ezt is örömmel fogadta.
A gimnáziumi reform megindulásakor határozottan az antiklasszikus irányzathoz szegődött és irodalmilag is, hírlapi cikkekben és röpiratban erősen harcolt a régi felfogás hívei ellen. Gróf Csáky Albin miniszternek a német nyelv tanítása ügyében kiadott rendelete ellen is szóval és tollal buzgólkodott. Ő fogalmazta a sárospataki tanári karnak Kossuth Lajoshoz intézett üdvözlő iratát, mint a tanári kar jegyzője. Társaságokban kedvelt volt, a tanuló ifjúság lelkesedett érte; különösen szónoklatai, főleg a március 15-ei ünnepélyeken, bírtak vonzó erővel. Szélütés érte éppen akkor, amikor a városi képviselőtestületben szót akart emelni 1891. április 18-án Sárospatakon. 49 éves korában, tanárkodásának 24. évében hunyt el.

## Írásai
Húsz költeménye van a Hindy Árpád által szerkesztett Ibolyák c. emlékkönyvben (Pest, 1859); a Népujságában (1859. A magyar nemzet eredete, Adatok a török-magyar korhoz, Halotti szertartások a samojedeknél, 1860. A hunnok, őstörténelmi tanulmány); a Napkeletben (1860. Keleti regék, 1862. Keleti költészet gyöngyei, Persa és arab költőkből); a Széchenyi-Emlékkönyvben (1861. arab költ.); a Győri történelmi és Régészeti Füzetekben (1861. Adatok a török korhoz 1824-1687); a Szépirodalmi Figyelőben (1861-62. Arab költemények); az Uj Nemzedékben (1862. Persa tanulmányok); a Hölgyfutárban (1860-63. arab, török és persa költemények); az Ország Tükrében (1862. A vízözön, keleti források után, 1863. Arab költészet és könyvism.); a Sürgönyben (1862. 205. sz. Nyilt levél a «Helynevek magyarázója» irójához, 1865. 18. sz. Mi végből és mily eredménnyel jártak ázsiai utazóink Kőrösi Csoma Sándor, Reguli Antal, Vámbéry Armin, 62. sz. Keleti kutfők a magyar történelemre); 1863-ban rendes munkatársa volt az Uj Nemzedéknek, 1864-65-ben belmunkatársa a Sürgöny politikai napilapnak (ujdonság, tárcza), 1864-66. főmunkatársa s később szerkesztőtársa a Kalauznak; írt még a P. Naplóba (1867. 15. sz. Königsbergi Hafiz-codex, jan. 18. Mátyás király könyvtáráról és codexeiről); a Budapesti Szemlébe (1867. könyvism.), a Honba (1867-1870. tanügyi czikkek), az ellenőrbe (1870-75. tanügyi és politikai cz.); politikai czikkeket írt 1875-85-ben a Baloldalban, Magyar Ujságba s az Egyetértésbe; a Figyelőben (1871. Mirza-Saffi, XII. 1882. Erdélyi János emlékezete); a Prot. Egyh. és Iskolai Figyelmezőbe (1876. Nyelvtanítás a gymnasiumokban), a Sárospataki Füzetekbe (1867. Az összehasonlító nyelvtudomány a sárospataki főiskolában, Magyar altai többes szám, 1868. könyvism.), a Prot. Egyh. és Iskolai Lapba (1876-78., 1880. tanügyi czikkek), a Sárospataki Lapokba (1882-1883. tanügyi czikkek és könyvism.), 1887. 28., 28., sz. Ivánka István emlékezete), a M. Philos. Szemlébe (1885. A nyelv mint eszköz, Bölcsészetünk nyelve, 1886. A «nem tudatos» a magyar nyelvben), a sárospataki főiskola Jelentésébe (1887. Ivánka Sámuel emlékezete); a Zemplénnek és Szeged Hiradónak is munkatársa volt. Utolsó nagyobb dolgozata akadémiai székfoglaló beszéde volt, a melyben a Comte-féle positivismus híve gyanánt mutatta be magát.
Álneve: Palikao (a fővárosi hírlapokban) és Pataki Péter az Ellenőrben (1873).

## Munkái
- Persa tanulmányok. Pest, 1862.
- Néhány őszinte szó a középoktatás szervezéséről. Sárospatak, 1873.
- Német irodalmi olvasmányok. Uo. 1879. (Ism. Heinrich Gusztáv Egyet. Philol. Közlöny 1888.)